# 어벤처 맬가체
어벤처 맬가체(Aventure Malgache)는 영국에서 제작된 알프레드 히치콕 감독의 1944년 영화이다.

## 출연
- 폴 보니파스 - 미첼 역
- 폴 클라루스 - 본인 역